# Zámoly
Zámoly község Fejér vármegyében, a Székesfehérvári járásban.

## Fekvése
Zámoly Fejér vármegyében, a Zámolyi-medence déli részén fekszik. 48,5 km²-es  (46,48 km² külterület, 2,02 km² belterület) területe északnyugaton Csákberénnyel, északon Gánttal, északkeleten Csákvárral, délkeleten Pátkával és Székesfehérvárral, délnyugaton pedig Sárkeresztessel határos.
Zámoly központján keresztülhalad a Székesfehérvárt Gánttal összekötő 8123-as út, külterületét emellett érinti a Söréd-Bicske közti 8126-os út is. Közúton Gánt 9, Csákberény 10, Csákvár 11, Székesfehérvár 13,5, Söréd 15, Bodajk 19,5, Mór pedig 23 kilométer távolságra található.
Külterületi lakott helye Forráspuszta. Határához tartozik az 1967-ben létesült Zámolyi-víztároló egy része is.
Hely- és dűlőnevek a község területén: Borbála-major, Burján-árok, Fekete-bokor, Gránási-hegy, Halastó, Sarok-legelő, Táborhely, Telkes-legelő

## Közélete

### Polgármesterei
- 1990–1994: Horváth János (MDF)[7]
- 1994–1998: Horváth János (MDF)[8]
- 1998–2000: Takács József (független)[9]
- 2000–2002: Újvári József (független)[10][11]
- 2002–2006: Ujvári József (független)[12]
- 2006–2010: Ujvári József (FETE)[13]
- 2010–2014: Bánszki István (független)[14]
- 2014–2019: Bánszki István György (független)[15]
- 2019–2024: Sallai Mihály (független)[16]
- 2024– : Sallai Mihály (független)[1]

A településen 2000. július 30-án időközi polgármester-választást tartottak, az előző polgármester lemondása miatt.

## Népesség
| Lakosok száma | 2197 | 2190 | 2145 | 2188 | 2215 | 2232 | 2249 |
|               | 2013 | 2014 | 2015 | 2021 | 2022 | 2023 | 2024 |

- 1900: 2213
- 1949: 2074
- 1960: 2139
- 1980: 2017
- 1990: 1949
- 2011: 2199

A 2011-es népszámlálás során a lakosok 87,4%-a magyarnak, 0,2% cigánynak, 0,9% németnek, 0,2% románnak mondta magát (12,6% nem nyilatkozott; a kettős identitások miatt a végösszeg nagyobb lehet 100%-nál). A vallási megoszlás a következő volt: római katolikus 33,9%, református 18,6%, evangélikus 0,2%, görögkatolikus 0,2%, felekezeten kívüli 22,5% (22,8% nem nyilatkozott).
2022-ben a lakosság 90,5%-a vallotta magát magyarnak, 0,8% németnek, 0,5% ukránnak, 0,4% cigánynak, 0,2% lengyelnek, 0,2% horvátnak, 0,1-0,1% románnak és ruszinnak, 2,3% egyéb, nem hazai nemzetiségűnek (9,3% nem nyilatkozott; a kettős identitások miatt a végösszeg nagyobb lehet 100%-nál). Vallásuk szerint 21,1% volt római katolikus, 12,1% református, 0,4% evangélikus, 0,4% görög katolikus, 0,9% egyéb keresztény, 1,6% egyéb katolikus, 22,7% felekezeten kívüli (40,7% nem válaszolt).

## Története
A település és környéke már ősidők óta lakott hely volt, amit a területén feltárt őskorból származó régészeti leletek is bizonyítanak. A középkorban a község mai területén három település alakult ki: Kerekszenttamás, Kér és Zámoly. Kerekszenttamást 1231-ben, Kért pedig 1009 említik először az oklevelek.
Zámoly (Zámor) nevét először egy 14. század-i, 1046-ból származó gesztában említik először.
A hagyomány szerint Orseolo Péter király három napi harc után csatát vesztve Fehérvár felé menekült. A város azonban nem nyitotta ki kapuit előtte, a Vata-féle pogánylázadás-ban résztvevők üldözőbe vették.
Péter király Zámoly urának  udvarházába (curia) menekülve  védekezett vitézeivel, de itt a felkelők utolérték, s megvakították, majd fogolyként bevitték Fehérvárra, ahol néhány nap múlva meghalt.
1231-ben Zámoly a Csák nemzetség birtoka volt.
1302-ben Csák nemzetségbeli Mihály fia István magtalan halála után, a települést rokonai – köztük a Dudariak – felosztják.
1543 után a török hódoltság idején a település néptelenné vált.
1570 táján azonban már mint újból lakott helyet tartják számon.
1583 után azonban református lakói újból elhagyják, s csak 1690 tájára népesül újra.
A Rákóczi-szabadságharc és  a pestisjárvány is sok áldozatot követelt.
A 18. század közepén a Hochburg-családé, majd a Lamberg-családbeliek birtoka, akik a megtizedelt lakosság számát újabb betelepítésekkel növelték.
1848 szeptemberében Zámoly lakói követelték a jobbágyfelszabadítás következetes végrehajtását, az év szeptemberében szabadcsapatokat is szerveztek. Az osztrákok visszatérésük után a forradalmi érzelmű község megszégyenítéséül a falu bíróját és több elöljáróját deresre húzatták.
1871-től Zámoly nagyközség.
1928-ban 314 katasztrális hold területet csatoltak a szomszédos Gánt községhez, ezen a területen kezdődött meg a bauxitkitermelés 1926-ban. Az átcsatolás oka az volt, hogy a zámolyiak elutasították a bányanyitást.
1945 elején határában zajlott le a zámolyi páncéloscsata. 1945 január 2-án szovjet katonai parancsra a községet kiürítették a lakosok csak április 1-jén térhettek haza. A harcok alatt súlyos károk érték az épületállományt, a falut kifosztották és nagyrészt lerombolták.  A front elvonulása után a kommunisták vezették a földosztást: felszámolták a Merán-uradalmat, több mint kétszáz jogosult család között 1960 katasztrális holdat osztottak fel, kétszázötven házhelyet mértek ki.
1959-ben Zámoly termelőszövetkezeti község lett, ekkor alakult a csaknem hatezer holdon gazdálkodó Petőfi Termelőszövetkezet. Az utóbbi évtizedekben a közeli Székesfehérvár vonzáskörzetébe került a község.

## Nevezetességek
- Szent Lőrinc római katolikus templom – klasszicista stílusban épült, 1836-1837-ben
- Református templom – barokk stílusú, 1785-ben épült
- Magtárépület – helytörténeti és hadtörténeti tárlat[22]
- Középkori templomrom – a katolikus temetőben áll a 12. századi  Szent Lőrinc-templom (mely 1683-ban pusztult el)
- Kerekszenttamási templomrom – a szőlőhegyen található, 12. századi kerektemplom (rotunda) maradványa
- Cavendish megálló – névadója Mark Cavendish, 2011. országúti kerékpáros világbajnoka. A 2022-es Giro d’Italia versenyen a Quick-Step Alpha Vinyl Team sprintereként vett részt,  a verseny nyitó szakasza áthaladt Zámolyon. Cavendish-nek kerékpárt kellett cserélnie futam közben, és erre ebben a buszmegállóban került sor, ami miatt a televíziós közvetítésben sokáig mutatták a megállót. Két nappal később, a verseny harmadik, Kaposvár-Balatonfüred szakaszán megszerezte professzionális pályafutásának 160. szakaszgyőzelmét. A rövid pihenő emlékére az érintett buszmegállót a település önkormányzata Cavendish megállónak nevezte el.[24]
- Zámolyi Madárpark: Zámoly szívében, a Tó utcában közel 100 madárfajból álló magángyűjtemény, mely az ország második legnagyobb madárparkja.

## Híres szülöttei
- Itt született 1788-ban Farkas Imre székesfehérvári püspök
- Cserna János, Udvardy Cherna (Zámoly, 1795. január 7. – Heves, 1890. okt. 25.) mezőgazdasági mérnök, az MTA tagja
- Itt született 1920-ban Csanádi Imre költő
- Itt született 1930-ban Csoóri Sándor költő

## Képtár

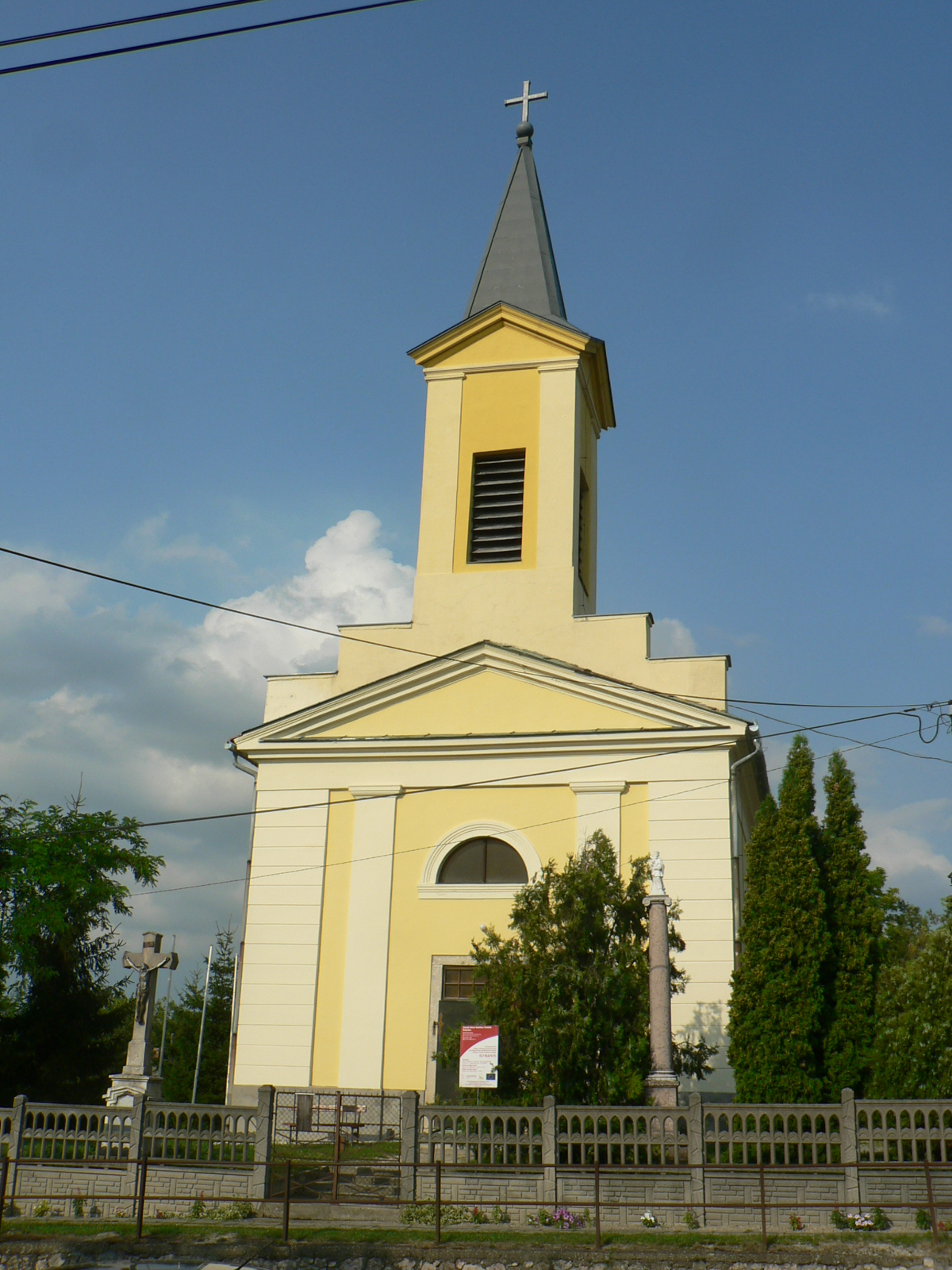
Római katolikus templom
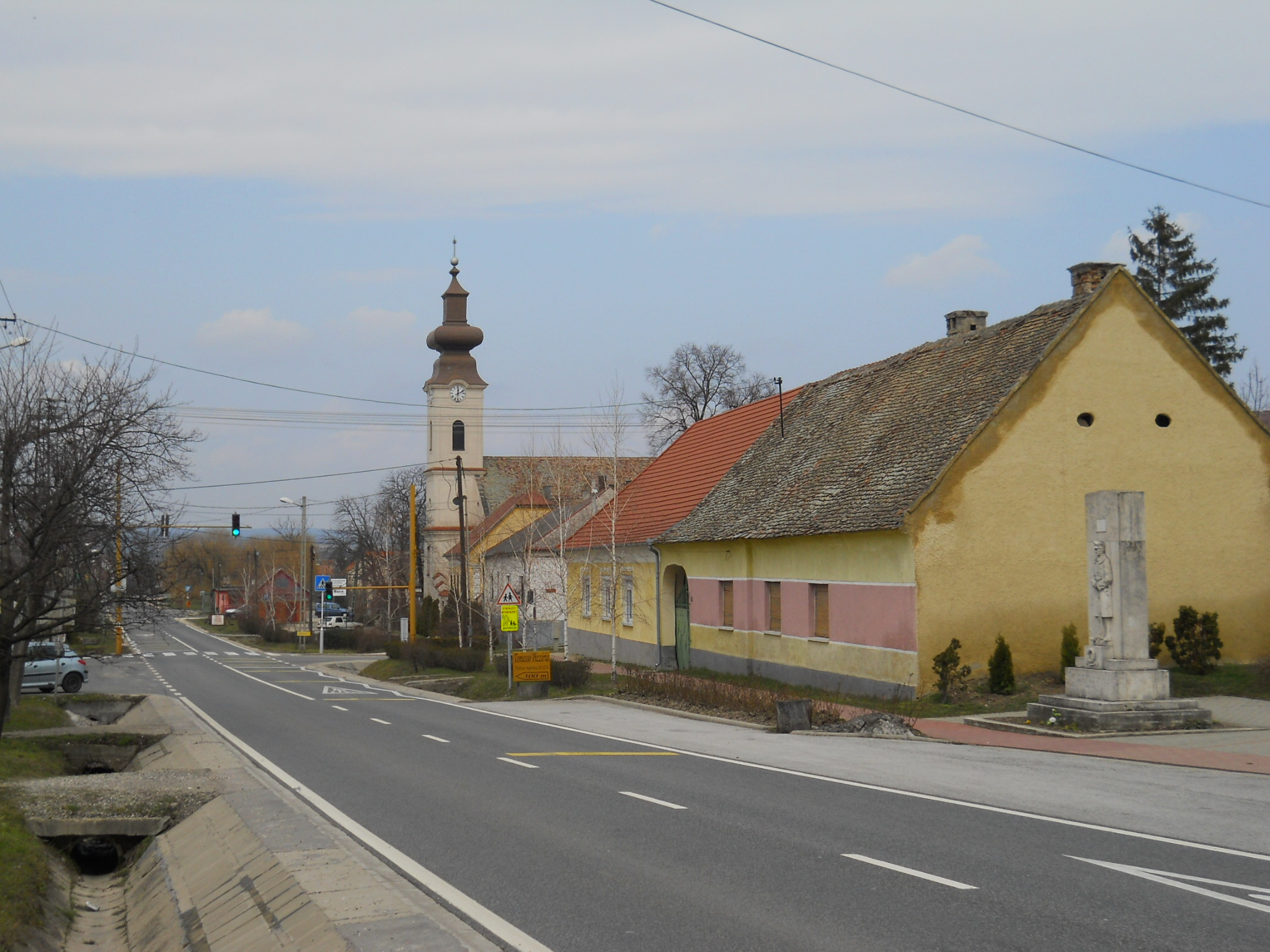
Kossuth utca
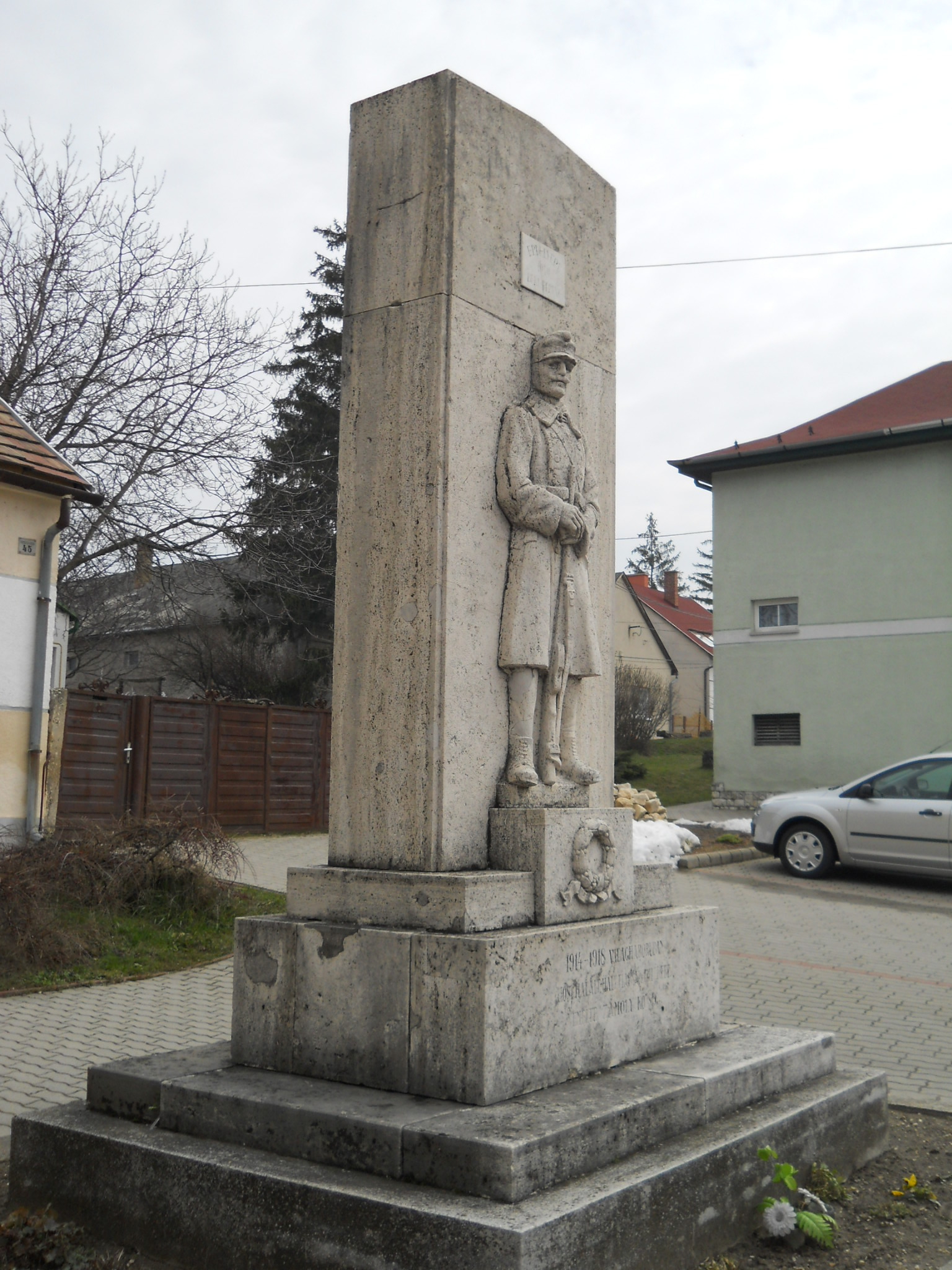
Első világháborús emlékmű
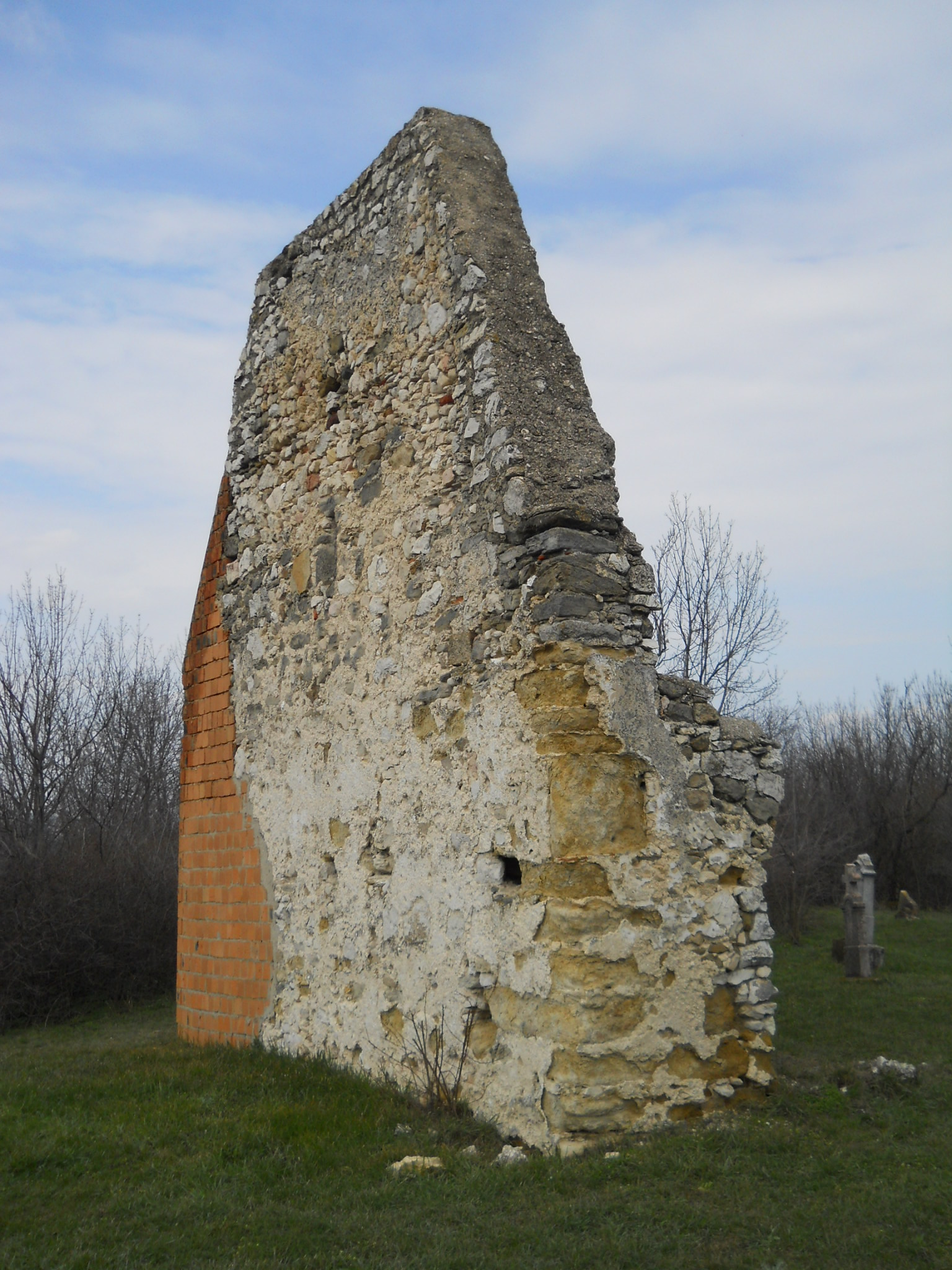
Középkori templomrom a temetőben
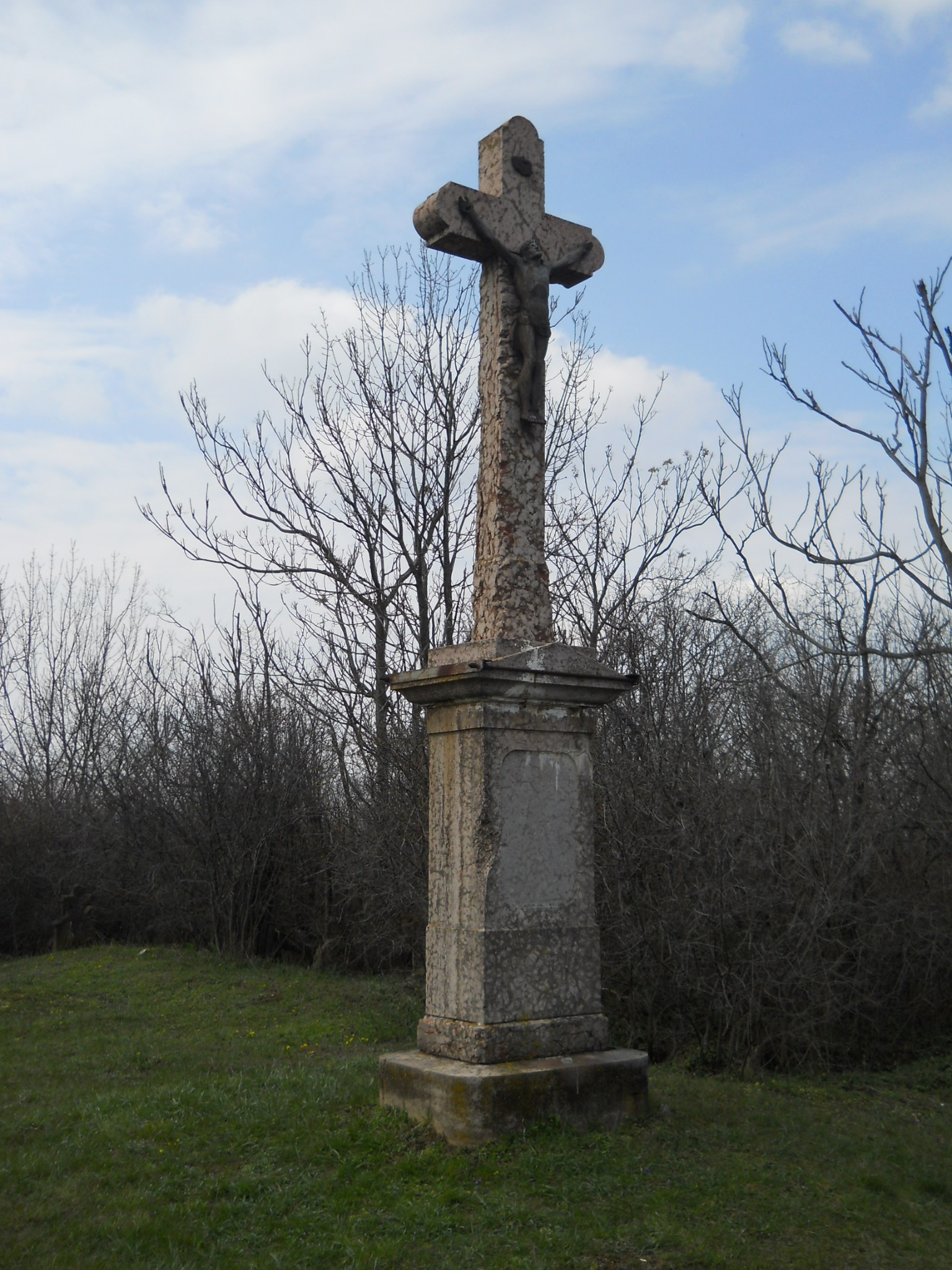
Temetői nagykereszt
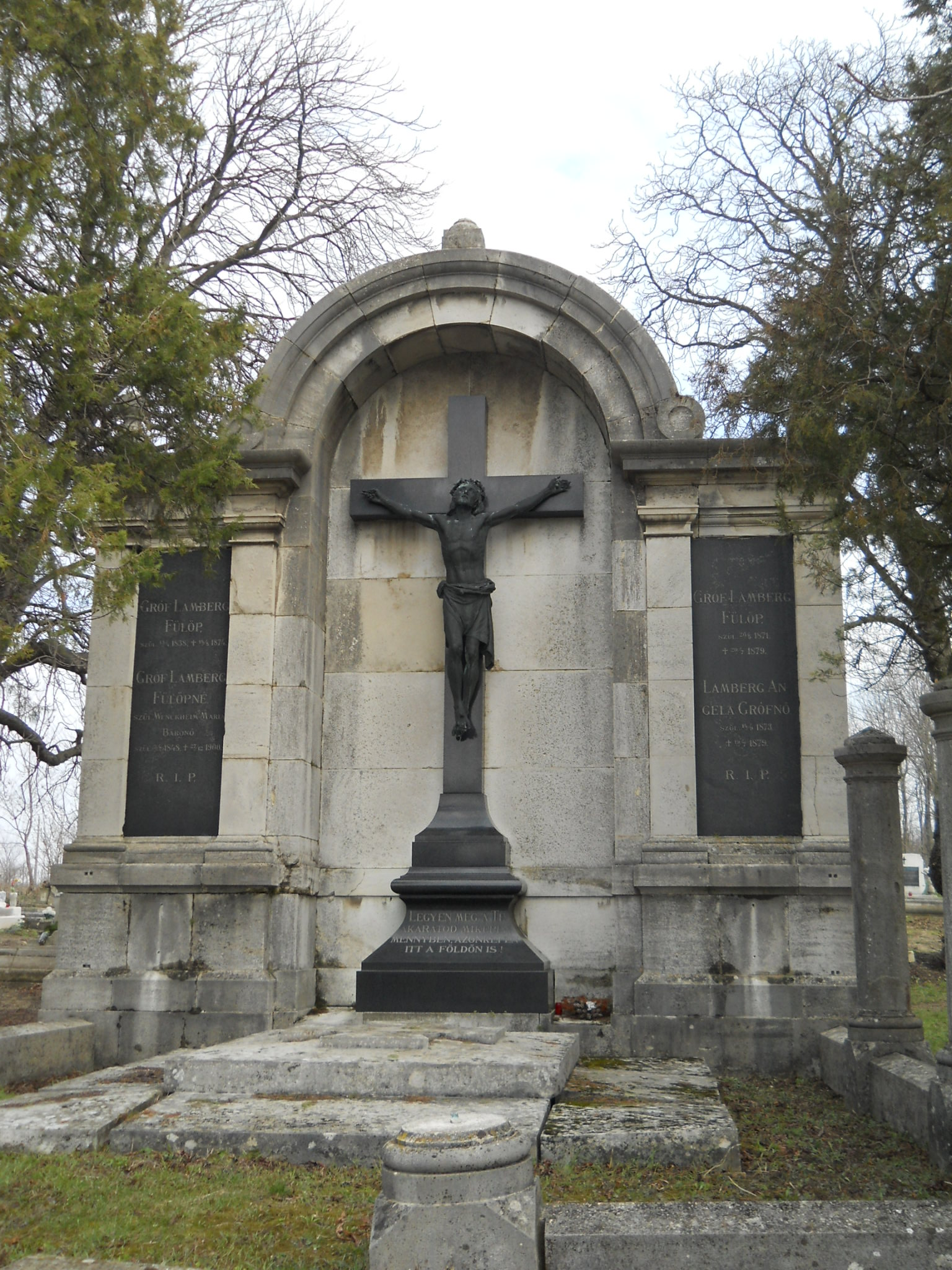
A Lamberg-család síremléke (1876)
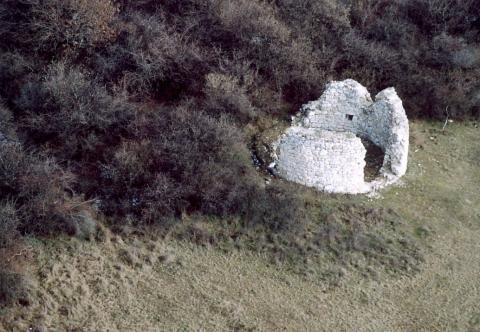
A kerekszenttamási templomrom légifelvételen